# Eindhoven
Eindhoven és un municipi de la província del Brabant del Nord, al sud dels Països Baixos. L'1 de gener del 2009 tenia 212.679 habitants repartits sobre una superfície de 88,87 km² (dels quals 1,15 km² corresponen a aigua). Limita al nord amb Oirschot, Best i Son en Breugel, a l'oest amb Eersel, a l'est amb Nuenen, Gerwen en Nederwetten i Geldrop-Mierlo, i al sud amb Veldhoven, Waalre i Heeze-Leende.
En el seu origen, va establir-se a la confluència dels rius Gender, que es va assecar després de la Segona Guerra Mundial i el Dommel.

## Història

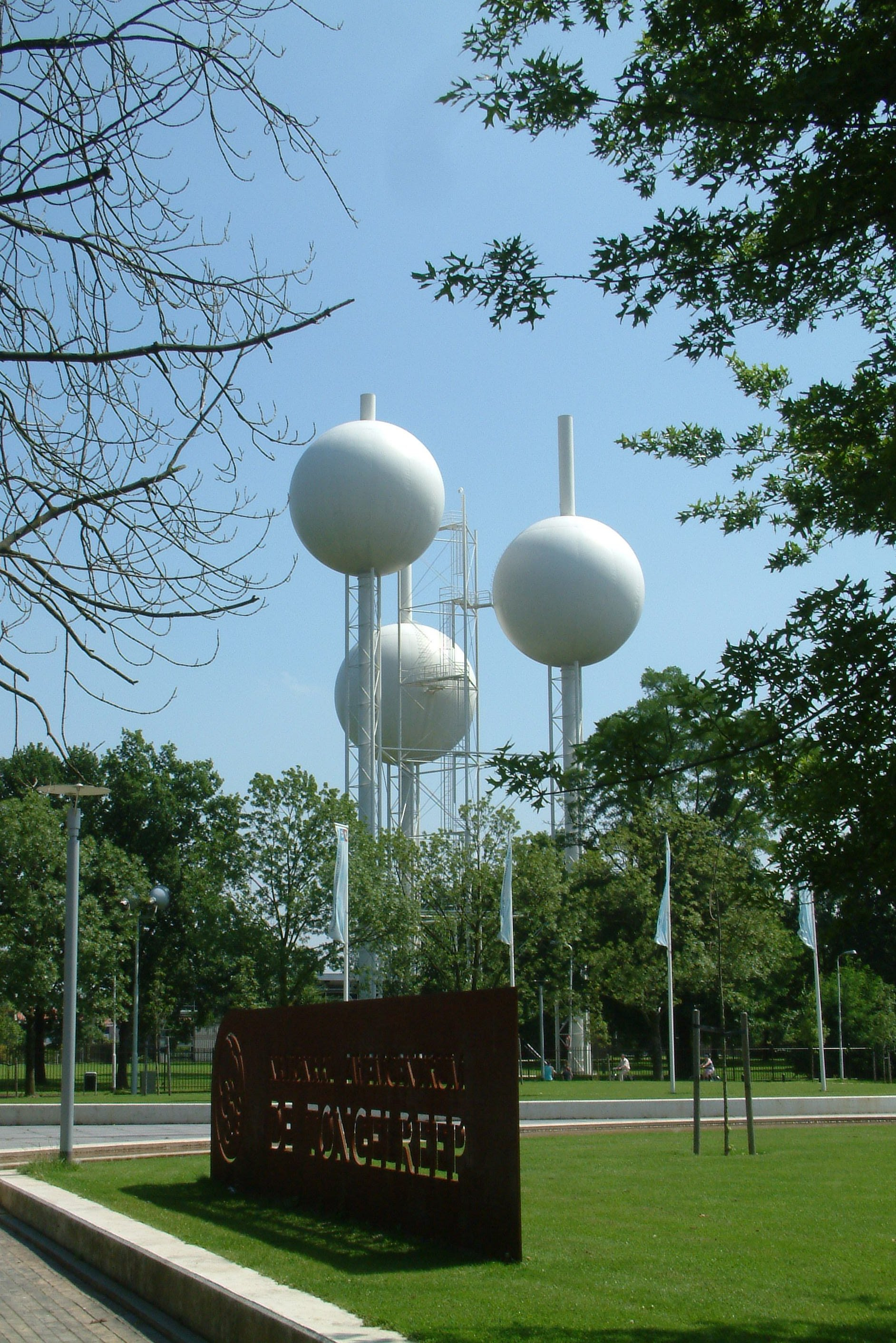
Torre d'aigua de l'arquitecte Wim Quist (1970)

La història escrita d'Eindhoven comença en 1232, quan el duc Enric I de Brabant va atorgar drets de ciutat a Endehoven al ducat de Brabant, llavors un petit poble en la confluència dels rius Dommel i Gender. El nom de la ciutat significa literalment "iardes finals", el que reflecteix la seva posició a l'extrem sud del Woensel. Al moment de la concessió de la carta reial, Eindhoven tenia aproximadament 170 cases envoltades per una muralla defensiva. A l'exterior del recinte emmurallat hi havia un petit castell. A la ciutat se li va concedir també el dret a organitzar un mercat setmanal, i així com el dret d'emmagatzematge que obligà els grangers de poblacions de vendre les seves collites a Eindhoven. Un altre factor important del seu emplaçament és la seva localització a la ruta comercial dels Països Baixos al Principat de Lieja. Cap a 1388, les muralles de la ciutat van ser ampliades, i entre 1413 i 1420 va ser construït un nou castell, aquesta vegada a l'interior del recinte emmurallat. El 1486 Eindhoven va ser saquejada i cremada per les tropes de Gelderland.
La reconstrucció es va acabar el 1502, amb una muralla més forta i un nou castell. No obstant això, el 1543, Eindhoven fou ocupada un altre cop: la seves obres de defensa es van abandonar a causa de l'escassesa de recursos. Un gran incendi el 1554 destruí tres quarts de les cases. Cap a 1560 van ser reconstruïdes gràcies a l'ajuda de Guillem I d'Orange-Nassau. Durant la Revolta Holandesa, Eindhoven va canviar de mans diverses vegades entre els neerlandesos i la corona de Castella, fins que finalment el 1583 va ser capturada per les tropes espanyoles i les muralles van ser destruïdes. Eindhoven no va tornar a formar part dels Països Baixos fins a 1629.
La revolució industrial del segle xix va ser un gran impuls per a la ciutat. Es van construir canals, carreteres i ferrocarrils. Eindhoven es va connectar fluvialment al canal Zuid-Willemsvaart a través del brancal Eindhovens Kanaal el 1843, i mitjançant via fèrria a Tilburg, 's-Hertogenbosch, Venlo i Bèlgica entre 1866 i 1870. L'activitat industrial es va centrar al principi en manufactures de tabac i tèxtils. Posteriorment, la indústria va créixer espectacularment gràcies al gegant de la il·luminació i l'electrònica Philips. Aquesta companyia hi va ser fundada el 1891, i va començar la seva activitat fabricant bombetes incandescents. El ràpid creixement de la indústria a la regió i la posterior necessitat d'habitatge dels treballadors van provocar canvis radicals en l'administració, ja que encara conservava els límits de l'època medieval, a causa de l'existència dels antics fossats. El 1920, els cinc municipis suburbials de Woensel (al nord), Tongelre (est i nord-est), Stratum (sud-est), Gestel en Blaarthem (sud-oest) i Strijp (oest), els quals van sofrir canvis dràstics a causa de la falta d'habitatges, van ser incorporats a la nova municipalitat de Groot-Eindhoven (Gran Eindhoven). Posteriorment, el prefix "Groot-" va ser retirat.
A començaments del segle xx, la indústria tècnica va créixer amb la fabricació d'automòbils i camions per la companyia Van Doorne's Automobiel Fabriek (DAF); amb el subsegüent canvi cap a l'electrònica i l'enginyeria; les tradicionals indústries de tabac i tèxtils van entrar en decadència i finalment van desaparèixer als anys 1960. Els atacs aeris a gran escala durant la Segona Guerra Mundial (incloent el bombardeig aliat durant l'Operació Horta per a auxiliar als paracaigudistes a assegurar els ponts dintre i al voltant del poble) van destruir grans zones de la ciutat. La reconstrucció va deixar molt pocs elements històrics; i en la postguerra es van estudiar plans dràstics de renovació a força de gratacels, alguns dels quals van ser implementats. En aquesta època havia poca estima cap al patrimoni històric. Als anys 1960, es va construir un nou ajuntament i l'edifici precedent neogòtic (construït en 1867) va ser demolit per a donar pas a una carretera de gran capacitat que finalment no es va construir.

## Nuclis de població
| Classificació | Situació geogràfica | Població per districte |
| --- | ------------------- | ---------------------- |
| Eindhoven és compost pels districtes 1. Centrum 2. Woensel-Noord 3. Woensel-Zuid 4. Tongelre 5. Stratum 6. Gestel 7. Strijp 8. Meerhoven |                     | Població per districte |

## Persones il·lustres
- Jan de Bont, director de cinema
- Frits Philips, empresari
- Eduard (Edo) Hornemann, de 12 anys i son germà Alexander, de 9 anys, assassinats pels nazis a l'Escola del Bullenhuser Damm el 1945

## Política
| Partit                  | 2002 | 2006 | Resultats de les eleccions municipals de 2006 |
| PvdA                    | 9    | 14*  | Resultats de les eleccions municipals de 2006 |
| CDA                     | 9    | 7    | Resultats de les eleccions municipals de 2006 |
| SP                      | 3    | 6    | Resultats de les eleccions municipals de 2006 |
| VVD                     | 6    | 6    | Resultats de les eleccions municipals de 2006 |
| GroenLinks              | 3    | 3    | Resultats de les eleccions municipals de 2006 |
| Leefbaar Eindhoven      | 9    | 3    | Resultats de les eleccions municipals de 2006 |
| Ouderen Appèl Eindhoven | 2    | 2    | Resultats de les eleccions municipals de 2006 |
| D66                     | 3    | 1    | Resultats de les eleccions municipals de 2006 |
| ChristenUnie            | -    | 1    | Resultats de les eleccions municipals de 2006 |
| Stadspartij             | 1    | 1    | Resultats de les eleccions municipals de 2006 |
| Llista Pim Fortuyn      | -    | 1    | Resultats de les eleccions municipals de 2006 |